# Співак Єва Павлівна
Єва Павлівна Співак (1921, село Березна, тепер Хмільницького району Вінницької області — ?) — українська радянська діячка, ланкова колгоспу імені Леніна Хмільницького району Вінницької області. Депутат Верховної Ради СРСР 6-го скликання.

## Біографія
Народилася в селянській родині Павла Іщука. Освіта неповна середня: закінчила семирічну школу.
У 1936—1941 і в 1944—1953 роках — колгоспниця колгоспу «Переможець» Хмільницького району Вінницької області.
З 1953 року — ланкова колгоспу «Переможець» (потім — імені Леніна) села Березна Хмільницького району Вінницької області. Вирощувала високі врожаї кукурудзи.
Член КПРС з 1957 року. З 1961 року — секретар партійної організації колгоспу імені Леніна Хмільницького району.

## Нагороди
- орден «Знак Пошани» (26.02.1958)
- ордени
- медалі